# キリング・フィールド

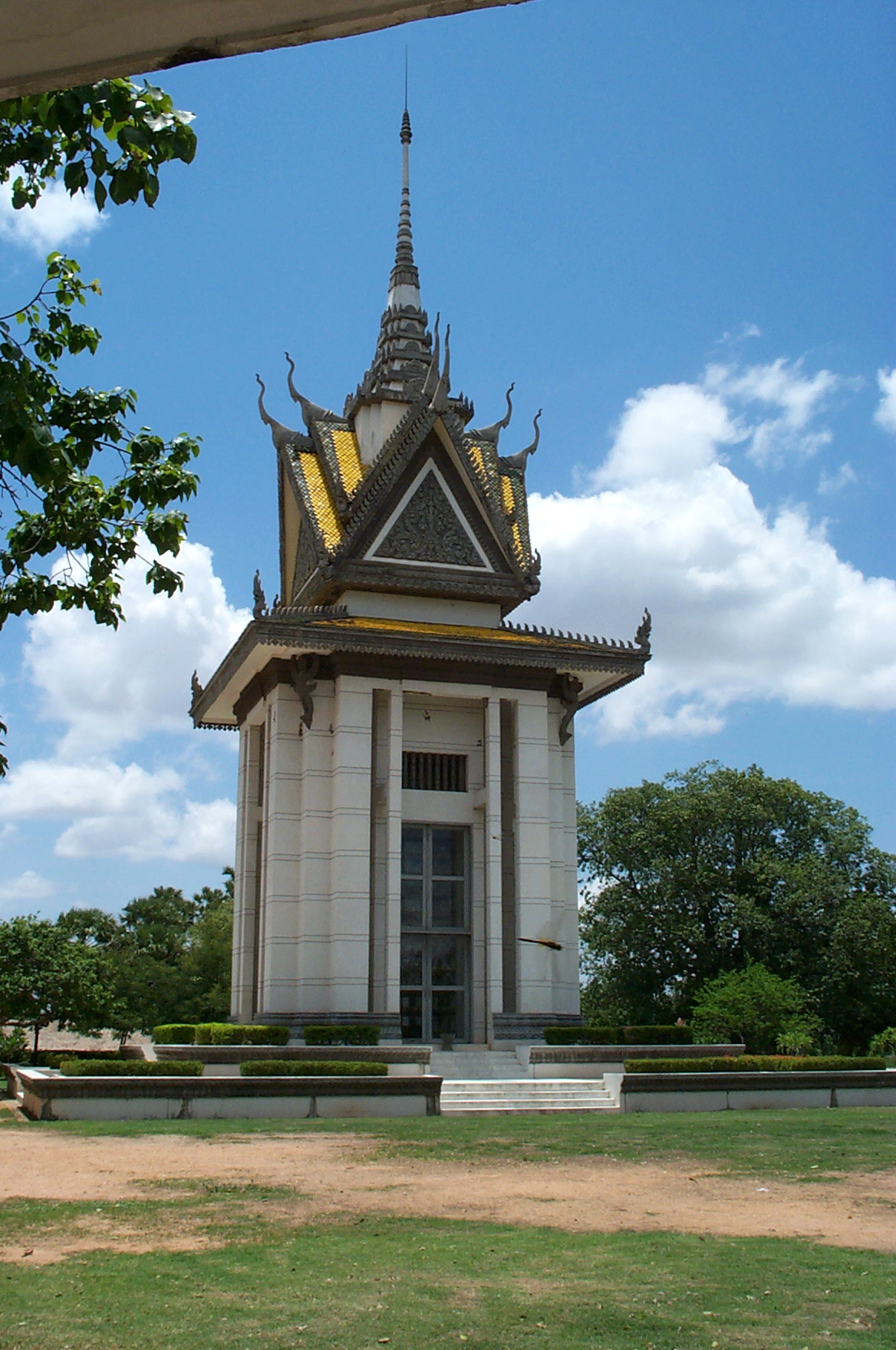
キリング・フィールドにある慰霊塔。手前の芝生は、通路で区切られた区画がそれぞれ500名前後の囚人を埋めた壕の跡である

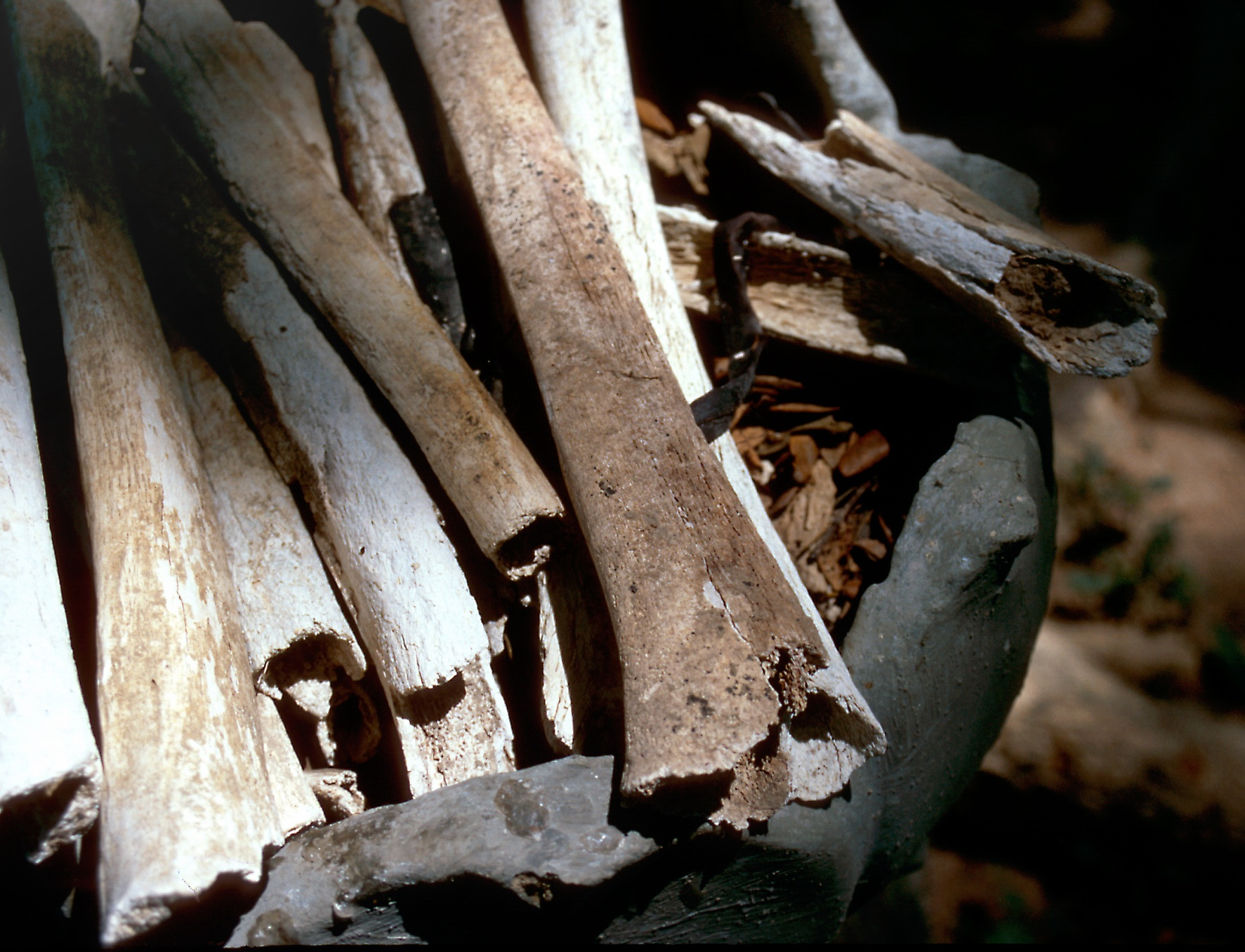
発見された人骨。骨端が閉じていないため10代前半の少年少女たちである。処刑した看守の多くもそれと同年代であった

キリング・フィールド（クメール語: វាលពិឃាត - viel pi-kʰiet、英語: Killing Fields）は、ポル・ポト政権下のカンボジアで、大量虐殺が行われた刑場跡の俗称。
クメール・ルージュの秘密警察である「サンテバル」は、知識人・伝統文化継承者・教師・宗教関係者などを反革命的な者と見なして次々と殺害した。
後には、クメール・ルージュの地方機関や事業所の幹部までもが反乱の恐れ有りとして殺害されていった。
これら多数のカンボジア人が殺害された刑場が、現在のカンボジア各地で「キリング・フィールド」と呼ばれている場所である。
最も有名な物は、首都プノンペンにあった政治犯収容所S21（トゥール・スレン）に付属する刑場として造られた、チュンエクのキリングフィールド（写真）である。
2025年の第47回世界遺産委員会において、「カンボジアの記憶の場所群 : 弾圧の中心地群から平和と反省の各所まで」の構成資産として、ユネスコが推進する記憶の場所に相当すると認められ世界遺産に登録された。